# Roy Bladh
Roy Bladh, född 9 augusti 1946 i Göteborg, är en svensk konstnär.
Bladh studerade akvarellteknik i Stockholm 1965-1966 och därefter målning för Arne Lidqvist. Hans konst består av målningar från naturen med djurens liv.